# Cleora bicornis
Cleora bicornis är en fjärilsart som beskrevs av Fletcher 1967. Cleora bicornis ingår i släktet Cleora och familjen mätare. Inga underarter finns listade i Catalogue of Life.